# FIFA Mobile
《FC mobile》是由EA Mobile和EA Canada开发并由EA Sports发行的足球游戏。《FIFA Mobile》可使用iOS或Android 游玩。它于2016年10月11日发布。截止2023年8月3日，它现处于体育游戏免费榜第二，仅次于Football League 2023。 （页面存档备份，存于）
因2023年EA Sports与FIFA停止合作。《FIFA Mobile》无法再以《FIFA Mobile 24》推出2024版，而是使用《FC Mobile 24》推出2024版。